# Macrosomia fetale
La macrosomia fetale è la condizione che si presenta quando il feto alla nascita pesa più di 4 kg; si parla di macrosomia severa, quando il peso è superiore a 4,5 kg.

## Epidemiologia
Si presenta in circa il 10% dei neonati con peso alla nascita superiore a 2,5 kg.

## Eziologia
La causa più comune di macrosomia fetale è il diabete della madre, sia gestazionale, sia mellito precedente alla gravidanza, in particolare quando il controllo metabolico della malattia non è ottimale. Infatti, in caso di diabete mellito materno l'iperglicemia si trasmette alle cellule fetali. L'aumento di glucosio nelle cellule fetali porta all'ingrossamento delle stesse. Il pancreas fetale recepisce questa condizione e inizia a rilasciare insulina dalle cellule beta che proliferano per l'aumentata richiesta funzionale. C'è quindi iperplasia delle insule e aumentate dimensioni del feto.
Ciò avviene perché l'insulina opera "Spill over" nei confronti dei recettori per l'IGF (Insulin-like Growth Factor): un eccesso di insulina, indotto dall'iperglicemia fetale, attiva impropriamente questi recettori che normalmente riconoscono fattori di crescita con struttura simile.

## Clinica
In caso di macrosomia fetale possono verificarsi difficoltà durante il parto, e viene quindi valutata la necessità di un parto cesareo.

## Prognosi
La condizione di macrosomia fetale, soprattutto quella severa, è caratterizzata da un aumento della mortalità infantile perinatale, ma generalmente non è associata a problemi futuri per la salute del neonato.